# Beowulf: Prince of the Geats
Beowulf: Prince of the Geats to amerykański fantastyczny film przygodowy z 2007 roku, luźno oparty na epickim poemacie staroangielskim pt. Beowulf. Film zrealizowano względnie niskim budżetem (1 000 000 USD), nie odniósł on sukcesu komercyjnego.

## Obsada
- Damon Lynch III − Beowulf
- Joe Thomas − Ecglac
- Christian Boeving − Grendel
- Burt McCollom − Aeschere
- Eric Feliciano − Thelin
- Lisa Baldwin − Królowa
- Paul Eisenman − Hrothgar
- Elizabeth Kirven − księżniczka Freawaru
- Jayshan Jackson − młody Beowulf